# Stryb
Stryb – zalesiony szczyt o wysokości 1011 m n.p.m. w Bieszczadach Zachodnich na granicy ze Słowacją. 

## Szlaki turystyczne
- polski  szlak Rzeszów – Grybów
- słowacki   Krzemieniec – Riaba Skała